# Elisabeth Mattersberger
Elisabeth Mattersberger (* 22. Februar 1965 in Matrei in Osttirol) ist eine österreichische Politikerin der Österreichischen Volkspartei (ÖVP). Vom 6. September 2018 bis zum 24. Oktober 2022 war sie vom Tiroler Landtag entsandtes Mitglied des Bundesrates.

## Leben

### Ausbildung und Beruf
Elisabeth Mattersberger besuchte die Volksschule, die Hauptschule und die Polytechnische Schule in Matrei in Osttirol. Anschließend absolvierte sie eine Lehre als Bürokauffrau und Einzelhandelskauffrau. Seit 1983 arbeitete sie als Büroangestellte und Sachbearbeiterin in einem Architekturbüro, einer Rechtsanwaltskanzlei und Bäckerei in Matrei und in einer Steuerberatungskanzlei in Lienz. In den Jahren 2005 bis 2008 legte Mattersberger die Buchhalterprüfung, Kostenrechnerprüfung, Personalverrechnerprüfung und Bilanzbuchhalterprüfung ab. Im Jahr 2007 gründete Mattersberger als Selbständige Bilanzbuchhalterin mit Manuela Raffler die Raffler & Mattersberger OG, Steuern-Bilanzen-Lohnverrechnungsgesellschaft.

### Politik
Elisabeth Mattersberger stieg 1998 als Gemeinderätin von Matrei in Osttirol in die Politik ein und wurde 2009 zur Vizebürgermeisterin von Matrei in Osttirol gewählt. Bei der Landtagswahl in Tirol 2018 kandidierte sie auf Platz zwei der ÖVP-Bezirksliste in Osttirol. Seit dem 6. September 2018 ist sie vom Tiroler Landtag entsandtes Mitglied des Bundesrates. Sie rückte für Elisabeth Pfurtscheller nach, die in den Nationalrat wechselte.
Ende September 2018 wurde sie am Landestag des Tiroler Arbeitnehmerinnen- und Arbeitnehmerbundes zur Stellvertreterin von Landesobfrau Beate Palfrader gewählt. Mit 88 Prozent der Stimmen erzielte sie das beste Ergebnis der fünf zur Wahl angetretenen Stellvertreter. Anfang 2017 wurde sie als Nachfolgerin von Elisabeth Greiderer geschäftsführende Bezirksobfrau der Frauen in der Tiroler Volkspartei Lienz, im Oktober 2018 wurde sie zur Bezirksobfrau gewählt.
Im Jänner 2022 gab Andreas Köll bekannt, bei der Bürgermeister-Direktwahl im Februar 2022 nicht mehr zu kandidieren. Seine Liste Gemeinsam für Matrei wurde von Elisabeth Mattersberger in die Wahl geführt. Zu Kölls Nachfolger als Bürgermeister wurde Raimund Steiner (Matreier Liste) gewählt. Nach der Landtagswahl in Tirol 2022 schied sie aus dem Bundesrat aus, außerdem lege sie in der Bezirks- und Landespartei sowie beim AAB ihre Funktionen zurück.

### Privates
Elisabeth Mattersberger ist seit 1995 in einer Lebensgemeinschaft mit dem Hauben-Koch Ernst Moser und führt mit diesem ein 2-Hauben-Restaurant in Matrei in Osttirol und hat einen Sohn.

## Funktionen
- Ortsobfrau der Frauen in der Tiroler Volkspartei (ab 2006).[9]
- Gründungsmitglied des Sozialmarktes Matrei/Verein Soziales Matrei (ab 2009).[1]
- Mitglied der Landesleitung der Frauen in der Tiroler Volkspartei (ab 2012).[10]
- Bezirksobmannstellvertreterin des Österreichischen Arbeitnehmerinnen- und Arbeitnehmerbundes Tirol/ÖAAB Tirol (ab 2014).[11]
- Obfrau des Überprüfungsausschusses im Abwasserverband Hohe Tauern Süd in Matrei in Osttirol (ab 2016).[1]
- 1. Rechnungsprüferin aller Matreier Gemeindegutsagrargemeinschaften.
- Bezirksobfrau der Frauen in der Tiroler Volkspartei (ab 2017).[9]
- Bezirksparteivorstandsmitglied in der Tiroler Volkspartei (ab 2017).
- Landesobfraustellvertreterin des Österreichischen Arbeitnehmerinnen- und Arbeitnehmerbundes Tirol/ÖAAB Tirol (ab 2018).[5]